# 七ヶ浜町立七ヶ浜中学校
七ヶ浜町立七ヶ浜中学校（しちがはまちょうりつしちがはまちゅうがっこう）は、宮城県宮城郡七ヶ浜町吉田浜にある町立の中学校。通称「七中」（ななちゅう）。アルファベット表記は部活動のユニフォームなどで「Shichigahama」と表記されるが、学校指定の運動着では「Shitigahama」と表記されていた。

## 学校教育目標

### 教育目標
「自ら学び，心豊かな，たくましい生徒を育成する」

### 教育指標
「正しく・賢く・たくましく」

### 目指す生徒像
- 自ら学び自ら考える生徒
- 思いやりがあり、善いことを進んでする生徒
- 進んで心身を鍛える生徒

## 沿革
- 1947年（昭和22年）4月 - 七ヶ浜村立七ヶ浜中学校として開校
- 1959年（昭和34年）1月1日 - 七ヶ浜町立七ヶ浜中学校に改称
- 1990年（平成2年）4月1日 - 七ヶ浜町立向洋中学校が分離開校

## 学校行事
4月
- 入学式
- 体育祭

5月
- 七向定期戦(同町にある向洋中学校との試合(2018年現在は無くなっている)
- 修学旅行（3年）
- 校外学習（1・2年）

10月
- 合唱コンクール

11月
- 職場体験(1年)
- 上級学校訪問(2年)

3月
- 3年生を送る会
- 卒業式

## 学区
- 七ヶ浜町立亦楽小学校学区,同町立松ヶ浜小学校学区(汐見台南二丁目地区,菖蒲田浜地区)

## 部活動
- 野球部
- ソフトテニス部
- バドミントン部
- バレーボール部
- バスケットボール部
- 剣道部
- 吹奏楽部
- 美術部

上記のほか、臨時部として水泳部・駅伝部・がある。
男子バレー部は現在(2024)、休部状態にある。サッカー部は2016年に廃部となった。

## 主な卒業生
- 佐藤仁徳（元日本ウェルター級チャンピオンで、現仙台育英高ボクシング部監督）